# 27 Comae Berenices
27 Comae Berenices är en orange jätte  i stjärnbilden Berenikes hår. Stjärnan är av visuell magnitud +5,12 och väl synlig för blotta ögat vid någorlunda god seeing. Den befinner sig på ett avstånd av ungefär 340 ljusår.